# Alpiner Skieuropacup
Der Alpine Skieuropacup ist eine von der FIS ausgetragene internationale Wettbewerbsserie im alpinen Skisport, die während des Winterhalbjahres der nördlichen Hemisphäre ausgetragen wird. Er stellt neben dem Nor-Am Cup den wichtigsten Teil des Unterbaus des Alpinen Skiweltcups dar, der vor allem jungen europäischen Fahrern die Möglichkeit geben soll, Erfahrungen auf internationaler Ebene zu sammeln. Der erste Europacup wurde in der Wintersaison 1971/1972 veranstaltet, nachdem anlässlich des FIS-Kongresses im Mai 1971 die Austragung dieser Rennserie beschlossen wurde.

Ab 1972/73 erfuhr der Bewerb eine Änderung: Das System wurde dem Weltcup angepasst; im ersten Jahr waren die ersten 15 in die Punktewertung gekommen, nun nur mehr die ersten 10 (mit denselben Punktezahlen wie im Weltcup) und es zählten für die Gesamtwertung die besten 5 Resultate jeder Disziplin.
Im Gegensatz zum Weltcup finden alle Rennen in Europa statt. Gleich wie im Weltcup sind die fünf unterschiedlichen Disziplinen, in denen die Rennfahrer Punkte sammeln können: Abfahrt, Slalom, Riesenslalom, Super-G (seit 1985/1986) und Super-Kombination (bis 2020/21). Ebenso wie im Weltcup wird ein Gesamtsieger ermittelt, außerdem gilt auch hier das FIS-Punktesystem.
Die Gesamtsieger des Europacups erhalten für die folgende Weltcupsaison einen Fixstartplatz in allen Disziplinen. Zudem erhalten die besten drei jeder Disziplinenwertung einen Weltcupfixstartplatz in der jeweiligen Disziplin. Wettkämpfer, die bereits unter den besten 20 der Weltcupstartliste sind oder keinem europäischen Verband angehören, werden hierbei nicht berücksichtigt. In diesem Fall rücken die nächsten in der Rangliste auf.

## Siegerlisten
- Gesamtübersicht aller Siegerinnen
- Gesamtübersicht aller Sieger

Folgende Tabelle bietet die Links zu den Saison-Übersichten über die Bestplatzierten im Endstand der Europacupdisziplinen sowie die Top-3-Platzierten eines jeden Europacup-Rennens der Damen und Herren (ab 1994/1995):
| Saison    | Saison    | Saison    | Saison    | Saison    | Saison    |
| --------- | --------- | --------- | --------- | --------- | --------- |
| 2023/2024 | 2013/2014 | 2003/2004 | 1993/1994 | 1983/1984 | 1973/1974 |
| 2022/2023 | 2012/2013 | 2002/2003 | 1992/1993 | 1982/1983 | 1972/1973 |
| 2021/2022 | 2011/2012 | 2001/2002 | 1991/1992 | 1981/1982 | 1971/1972 |
| 2020/2021 | 2010/2011 | 2000/2001 | 1990/1991 | 1980/1981 |           |
| 2019/2020 | 2009/2010 | 1999/2000 | 1989/1990 | 1979/1980 |           |
| 2018/2019 | 2008/2009 | 1998/1999 | 1988/1989 | 1978/1979 |           |
| 2017/2018 | 2007/2008 | 1997/1998 | 1987/1988 | 1977/1978 |           |
| 2016/2017 | 2006/2007 | 1996/1997 | 1986/1987 | 1976/1977 |           |
| 2015/2016 | 2005/2006 | 1995/1996 | 1985/1986 | 1975/1976 |           |
| 2014/2015 | 2004/2005 | 1994/1995 | 1984/1985 | 1974/1975 |           |